# 5351 Diderot
5351 Diderot eller 1989 SG5 är en asteroid i huvudbältet som upptäcktes den 26 september 1989 av den belgiske astronomen Eric W. Elst vid La Silla-observatoriet. Den är uppkallad efter den franske författaren Denis Diderot.
Asteroiden har en diameter på ungefär 3 kilometer.